# 3066 McFadden
3066 McFadden è un asteroide della fascia principale. Scoperto nel 1984, presenta un'orbita caratterizzata da un semiasse maggiore pari a 2,5259428 UA e da un'eccentricità di 0,1342056, inclinata di 15,56604° rispetto all'eclittica.